# دینا پفیزنمایر
 دینا پفیزنمایر (آلمانی: Dinah Pfizenmaier؛ زادهٔ ۱۳ ژانویهٔ ۱۹۹۲) یک تنیس‌باز اهل آلمان است.